# Null-Bock-Generation
Als Null-Bock-Generation (Umgangssprache Bock haben auf = „Lust haben auf“, ein im Rotwelschen entstandener Ausdruck aus Romani bokh „Hunger“) wird allgemein eine heranwachsende Generation von jungen Menschen bezeichnet, die aufgrund ihrer beruflichen, sozialen und wirtschaftlichen Zukunft keine Perspektiven sehen.

## Merkmale
Dies äußert sich in sozialer Abgrenzung, schwindendem Sinn für das Leben, Depression, Frustration, Radikalisierung und Drogenkonsum. Geleitet wird diese Haltung oft vom Bestreben, nicht so zu werden wie die Eltern und Großeltern.
In dieser Zeit erscheinen Jugendliche ratlos und es besteht die Gefahr, dass sie sich Sekten und radikalen Organisationen anschließen, welche ihnen Halt, Geborgenheit und Sinn zu geben scheinen. Es ist auch gleichzeitig ein Rebellieren gegen bestehende Strukturen, in welche sich diese jungen Menschen nicht hineinbegeben möchten. Der Punk zeigt ähnliche Anzeichen wie die Null-Bock-Generation, wobei es dort eher einer politischen Gesinnung entspricht, gegen das System zu leben.

### Situation in Deutschland
Im engeren Sinne wird als Null-Bock-Generation auch die Stimmung der Jugendlichen in den frühen 1980er Jahren in Westdeutschland verstanden. Der Deutsche Olympische Sportbund schreibt auf seiner Seite zum Ehrenamt, dass eine Untersuchung der Shell-Studie aus dem Jahr 2006 sogar einen gegenteiligen Trend sah. Aus der Befragung von mehr als 2.500 Jugendlichen im Alter von 12 bis 25 Jahren zog der Soziologe Klaus Hurrelmann folgende Erkenntnisse: Die Protestgeneration wie auch die Null-Bock-Generation seien Vergangenheit. Die Jugendlichen seien heute vor allem pragmatisch und leistungsorientiert eingestellt und wüssten es zu schätzen, Einfluss nehmen zu können.